# Ахль ас-суффа
Ахль ас-су́ффа (араб. أهل الصفة‎) или асха́б ас-суффа (араб. أصحاب الصفة‎ — букв. «люди скамьи» или «обитатели навеса») — бедные сподвижники пророка Мухаммеда, которые не имели в Медине пристанища и жившие под навесом мечети Пророка. Всего известны имена 93 человек из числа ахль ас-суффа, причем одновременно в мечети жило не более 30 человек. Среди «людей навеса» также были и путники, которые приезжали в Медину с целью повидать Мухаммеда.

## История
Пророк Мухаммед лично заботился о «людях навеса», отдавая им часть пожертвований и выплачивая им средства из государственной казны. Помимо непрерывных молитв и постов, ахль ас-суффа усиленно изучали грамоту и хадисы. Среди их учителей были такие известные сподвижники пророка Мухаммеда, как Ибн Масуд, Абу ад-Дарда, Убайй ибн Каб, Муаз ибн Джабаль и Убайда ибн ас-Самит. Мусульмане считают, что ахль ас-суффа фактически основали первое мусульманское учебное заведение (медресе).
Среди «людей навеса» были такие известные передатчики хадисов (Абу Хурайра, Ибн Умар и Абу Саид аль-Худри), первые муэдзины (Билал и Ибн Умм Мактум) и другие видные сподвижники Пророка (Абу Зарр, Хузайфа ибн аль-Яман, Хаббаб, Салман аль-Фариси, Сухайб ар-Руми, Укба ибн Амир и Ирбад ибн Сария).

## Суфизм
Ахль ас-суффа были образцами аскетизма и праведности. Они непрерывно молились и крайне редко без надобности покидали мечеть. Они никогда не нищенствовали и старались в меру своих возможностей трудиться и удовлетворять свои жизненные потребности. Толкователи Корана считают, что в 273 аяте суры Аль-Бакара говорится именно о «людях навеса».
В суфийской литературе ахль ас-суффа считаются самыми ранними представителями суфизма, образцом благочестия и аскетизма. По мнению некоторых средневековых авторов слово суфизм (тасаввуф) произошло от названия этой группы. Противники суфизма возражали, что ахль ас-суффа вели скромный образ жизни по необходимости, а не по убеждению. Действительно, после того, как ахль ас-суффа разбогатели за счет добычи, полученной во время завоеваний, они отказались от скромного образа жизни. Некоторые считают, что слово «суфий» происходит именно от слова «суффа».

## Список некоторых из ахль ас-суффа
- Аббад аль-Гифари
- Абдуллах ибн Масуд
- Абдуллах ибн Умар
- Абдуллах ибн Умм Мактум
- Абу ад-Дарда
- Абу Зарр аль-Гифари
- Абу Саид аль-Худри
- Абу Хурайра
- Абу Муса аль-Ашари
- Билал ибн Рабах
- Джария ибн Джамиль
- Дукайн аль-Мазани
- Зейд ибн аль-Хаттаб
- Ирбад ибн Сария
- Кааб аль-Ансари
- Муаз ибн Джабаль
- Саад аль-Худари
- Саид аль-Джумахи
- Сакиф аль-Асади
- Салим ибн Убайд
- Салим ибн Умайр
- Салман аль-Фариси
- Сухайб ар-Руми
- Тальха ан-Надри
- ат-Тафави ад-Дауси
- Убайда ибн ас-Самит
- Убайй ибн Каб
- Укба аль-Джухани
- Хубайб ибн Ясаф
- Хаббаб ибн аль-Аратт
- Хазим ибн Хармаля
- аль-Хакам ас-Самали
- Харим ибн Аус ат-Таи
- Харим аль-Асади
- Хариса ан-Наджжари
- Хузайфа ибн Усайд
- Хузайфа ибн аль-Яман[4]
- Шукран Салих ибн Ади
- Шурахбил ибн Хасана